# Tomás Salvador González
Tomás Salvador González (Zamora, 1952-Móstoles, 28 de mayo de 2019) fue un escritor español, especialmente conocido por su faceta de poeta. 

## Carrera
Tras una infancia rural, hizo estudios universitarios en Valladolid, donde fue un líder estudiantil antifranquista y se relacionó con un amplio número de escritores (Miguel Suárez, Olvido García Valdés, Miguel Casado, Gustavo Martín Garzo, Esperanza Ortega) junto a los cuales desarrolló numerosos proyectos literarios.
Fue uno de los fundadores de la revista El signo del gorrión. La revista tenía una de sus sedes en el pueblo abulense de Arenas de San Pedro, donde residía y daba clases de Literatura Tomás Salvador González.
Destacó su afición por la poesía visual. En 1996 publicó Favorables país poemas (editorial Icaria), cuyos poemas están compuestos con titulares del periódico El País.
En 2018 recopiló toda su obra poética en Una lengua que él hablaba, con prólogo de Víctor M. Díez (editorial Dilema).
En vida publicó un único libro de narrativa, El territorio del mastín (Juventud, 1995). Se trata de una novela atípica, compuesta por diferentes relatos en los que la idea de la muerte está muy presente y se advierte la influencia de autores como Juan Rulfo, William Faulkner, Malcolm Lowry o Juan Benet. La novela se reeditó en 2016.

## Documental
En 2020 se estrenó en la Semana Internacional de Cine de Valladolid el documental El tiempo robado, centrado en la figura de Tomás Salvador González. Fue escrito y dirigido por Juan Carlos Rivas Fraile y contó con testimonios de escritores como Gustavo Martín Garzo, Luis Miguel Marigómez, Olvido García Valdés, Miguel Casado, Cristina del Teso, Christine Monot, Víctor M. Díez o María Antonia Salvador.

## Publicaciones

### Poesía
- Reunida estación de las ciudades (1975)
- La entrada en la cabeza (Endymión, 1986)
- Aleda (Ediciones Portuguesas 1988)
- Favorables país poemas (Icaria, 1996)
- La sumisión de los árboles (Ave del Paraíso, 1996)
- El poeta en su taller (La hoja de roble, 1998).
- Una lengua que él hablaba (Editorial Dilema, 2018)

### Novela
- El territorio del mastín (Juventud, 1995; reedición: Malasangre, 2016).